# 容永祺
容永祺，GBS, SBS，MH，JP（1958年8月—），香港保險界人士，於1982年投身保險業，現任友邦保險(國際)有限公司區域執行總監及榮譽顧問。曾獲任香港考試及評核局主席等政府公職。

## 早年生活
容永祺祖籍廣東新會，生在香港，早年於九龍橫頭磡徙置區居住。他當年於天台學校上幼稚園和小學，之後就讀伯特利中學。

## 保險事業
容永祺於1982年投身保險業，擔任保險公司的高層管理人員多年。他在2024年成為國際人壽保險經理協會（GAMA GLOBAL）全球唯一連續30年獲得「最高管理成就獎」（MAA）的得奬者。他亦曾獲選2011中國保險年度人物。
容永祺曾修讀香港科技大學高層管理人員工商管理碩士(EMBA)，並有香港首屆財務策劃師（CFP®）及認證財務顧問師（RFC)等專業資格。

## 社會服務
除了保險事業，容永祺積極參與社會事務，先後獲政府委任多項公職，包括2018年至2024年期間擔任香港考試及評核局主席。他於2001年獲香港特區政府頒授榮譽勳章、2007年獲委任太平紳士、2011年獲頒授銀紫荊星章及2024年獲頒授金紫荊星章。
容永祺於1994年獲選為香港十大杰出青年。他亦是香港專業及資深行政人員協會創會會長。2004-2005年擔任香港青年聯會主席。他於2015年獲香港公開大學頒授榮譽大學院士、2024年獲香港科技大學頒授榮譽大學院士、2025年獲香港市務學會頒授榮譽會士。
2008年容永祺獲委任全國政協委員至今，共歷四屆；其間又連續獲委任為第十三、十四屆全國政協經濟委員會副主任。